# Joseph Vacher
Joseph Vacher (ur. 16 listopada 1869 w Beauford – zm. 31 grudnia 1898) zwany Francuskim Rozpruwaczem, seryjny morderca działający na terenie Francji.

## Życiorys
Urodzony jako ostatnie z piętnaściorga dzieci w ubogiej wiejskiej rodzinie, Vacher w poszukiwaniu lepszego losu wstąpił do wojska. Później dwukrotnie próbował popełnić samobójstwo. Pierwszą nieudaną próbę wykonał podcinając brzytwą gardło, zawiedziony nieotrzymaniem awansu w wojsku. Następnym razem usiłował się zabić strzelając sobie w głowę, przy czym akt ten powiązany był z próbą zabójstwa dziewczyny, która odrzuciła jego zaloty. Skutkiem prób samobójczych był jednostronny paraliż twarzy, martwe oko i rozległa blizna na gardle, maskowana zwykle gęstą, czarną brodą. Po drugiej próbie samobójczej Vacher został zamknięty w szpitalu dla umysłowo chorych w Saint-Robert. Zwolniono go stamtąd w roku 1894, a wśród rzeczy jakie Vacher zabrał z sobą, znalazła się kolekcja stu kilkudziesięciu noży.
Wkrótce po opuszczeniu szpitala Vacher zaczął zabijać. Jego ofiarą padło jedenaście osób, zabitych poprzez wielokrotne pchnięcie nożem, niekiedy wypatroszonych. Bezdomny morderca przemierzał południową Francję ukrywając się w lasach, stąd jego ofiarą padali najczęściej robotnicy rolni.
4 sierpnia 1897 roku Vacher napadł na kobietę, zbierającą szyszki w lesie koło Touman. Ta wezwała na pomoc męża, który zbierał szyszki nieopodal. We dwójkę zdołali obezwładnić napastnika i w efekcie Vacher trafił do aresztu. Skazano go za napaść na trzy miesiące więzienia, jednak Joseph wysłał do sądu list, w którym opisał wszystkie swe zbrodnie. Winą za swe mordercze skłonności obarczył wściekłego psa, który ugryzł go w dzieciństwie.
Po zbadaniu przez zespół lekarzy pod przewodem Alexandra Lacassagne, Vacher został uznany za poczytalnego i postawiony przed sądem. Skazano go na śmierć przez zgilotynowanie. Wyrok wykonano 31 grudnia 1898 roku.